# تیکت‌مستر
تیکت‌مستر انترتینمنت، ال‌ال‌سی (انگلیسی: Ticketmaster Entertainment, LLC) شرکت فروش و توزیع بلیت آمریکایی مستقر در بورلی هیلز، کالیفرنیا است که در بسیاری از کشورهای جهان فعالیت دارد. این شرکت در سال ۲۰۱۰ با لیو نیشن تحت نام لیو نیشن انترتینمنت ادغام شد.
پس از انتقادات گسترده از مدیریت شرکت در مورد پیش‌فروش تور دوره‌های تیلور سوئیفت در نوامبر ۲۰۲۲، وزارت دادگستری تحقیقات رسمی دربارهٔ لیو نیشن انترتینمنت را به‌دلایل انحصار، قانون رقابت و نقض حقوق مصرف‌کننده آغاز کرد. کمیته قضایی سنای ایالات متحده آمریکا این شرکت ادغامی را با یک جلسه بازپرسی در ژانویهٔ ۲۰۲۳ بررسی کرد.